# Pukkisaari (ö i Kymmenedalen, Kouvola, lat 60,91, long 26,42)
Pukkisaari är en ö i Finland. Den ligger i sjön Urajärvi och i kommunen Itis i den ekonomiska regionen  Kouvola ekonomiska region  och landskapet Kymmenedalen, i den södra delen av landet, 110 km nordost om huvudstaden Helsingfors. Öns area är 18,3 hektar och dess största längd är 0,9 kilometer i sydöst-nordvästlig riktning.